# The Best of Greg Egan
The Best of Greg Egan (englisch für Das Beste von Greg Egan) ist eine Sammlung von zwanzig Science-Fiction-Kurzgeschichten des australischen Schriftstellers Greg Egan. Sieben der Kurzgeschichten sind in deutscher Übersetzung erschienen.

## Kurzgeschichten
- Der Andere in meinem Kopf (englisch Learning to Be Me): In der Zukunft können menschliche Gehirne durch Computer ersetzt werden, doch die Ersetzung sorgt für Todesangst.
- Axiomatisch (englisch Axiomatic): Ein Witwer kauft ein spezielles Implantat, um seinen moralischen Kompass zu blockieren und dadurch den Mord seiner Frau zu rächen.
- Wahre Liebe (englisch Appropriate Love): Nach einem Unfall muss eine Frau das Gehirn ihres Mannes zwei Jahre lang in ihrer Gebärmutter aufbewahren.
- Into Darkness: Ein Wurmloch unbekannten Ursprungs taucht zufällig auf der Erdoberfläche auf und fordert die Rettung der darin gefangenen Menschen.
- Unstable Orbits in the Space of Lies: Durch ein unerklärliches Ereignis nehmen Menschen die Überzeugungen ihrer umgebenden Mitmenschen an.
- Closer: Auf der Suche nach mehr Verständnis füreinander kombiniert ein Paar sowohl Körper und Geist miteinander, um temporär ein einziger Mensch zu werden.
- Chaff: Tief im Urwald von Kolumbien arbeitet ein Forscher an einer neuen Droge mit seltsamen Auswirkungen auf das Gehirn.
- Lichtborn (englisch Luminous): Ein Widerspruch innerhalb der Arithmetik offenbart die Existenz einer anderen Welt mit anderen mathematischen Gesetzen.
- Silver Fire: Eine nicht heilbare Krankheit, die das Gefühl des lebendigen Verbrennens verursacht, breitet sich auf der Welt aus.
- Gute Gründe, fröhlich zu sein (englisch Reasons to Be Cheerful): Ein Junge wird durch einen Gehirntumor ununterbrochen glücklich.
- Ozeanisch (englisch Oceanic): Eine neue wissenschaftliche Erkenntnis zwingt die Bevölkerung eines Ozeanplaneten sich ihren religiösen Überzeugungen zu stellen.
- Orakel (englisch Oracle): Ein alternativer Ablauf der Geschichte wird vom gewöhnlichen Ablauf kontaktiert und eine Reflexion über Denkprozesse beginnt.
- Singleton: Ein Ehepaar entwirft nach einem Schicksalsschlag eine neue Technologie zur Digitalisierung des Gehirns und der Verhinderung alternativer Abläufe der Geschichte.
- Dark Integers: Eine andere Welt mit anderen mathematischen Gesetzen greift durch Manipulation dieser die Menschheit an.
- Crystal Nights: Ein Forscher kombiniert die Forschung an künstlicher Intelligenz mit denen der Kristallographie zur Erschaffung einer mikroskopischen Zivilisation.
- Zero for Conduct: Eine iranische Teenagerin entdeckt einen Supraleiter bei Raumtemperatur.
- Bit Players: Durch eine mysteriöse Entität wird die Gravitation beeinflusst und zieht nun seitwärts anstatt abwärts.
- Uncanny Valley: In der Zukunft sind sowohl Unsterblichkeit sowie eine vollkommene Änderung des eigenen Charakters möglich.
- 3-adica: Zwei Menschen versuchen in ein Spiel basierend auf den 3-adischen Zahlen zu gelangen.
- Instantiation: Ein Menschen versinkt zu sehr in einem Spiel basierend auf den 3-adischen Zahlen.

## Auszeichnungen
Die komplette Sammlung erreichte den 7. Platz beim Locus Award im Jahr 2020.
Ozeanisch gewann den Hugo Award für die beste Novelle im Jahr 1999. Lichtborn war im Jahr 1996 und Dark Integers war im Jahr 2008 für den Hugo Award für die beste Novelette nominiert gewesen. Ozeanisch gewann im Jahr 2001, Lichtborn im Jahr 2003 und Dark Integers im Jahr 2010 den japanischen Seiun-Preis. Crystal Nights war im Jahr 2002 und Singleton war im Jahr 2008 für den British Science Fiction Association Award nominiert gewesen.

## Kritik
Russel Letson schreibt im Locus Magazine über das Nachwort von Greg Egan, dass die Kurzgeschichten die Bemühungen über unsere zunehmende Fähigkeit thematisieren, die physische Welt zu untersuchen und zu manipulieren, sowie wie diese den Punkt erreichen, an dem es zu einer Kollision mit unseren Werten, unseren Erinnerungen und unseren Identitäten kommt („the struggle to come to terms with what it will mean when our growing ability to scrutinize and manipulate the physical world reaches the point where it encompasses the substrate underlying our values, our memories, and our identities“). Er fährt fort, dass es noch mehr im thematischen Universum von Greg Egan gebe – vor allem in den Schauplätzen der fernen Zukunft und in virtuellen Umgebungen – und dadurch auch wiederkehrende Figuren und Motive, die sich durch sein gesamtes Werk ziehen: Flüchtlinge, Exilanten, Außenseiter und Ausreißer, Unpersönlichkeiten, unermüdliche Forscher und Entdecker sowie Erklärer von Phänomenen, Erfinder und Erfinder von Verständnissen. Dabei betonen die meisten seiner Geschichten seine Untersuchungen darüber, wie wir uns selbst erleben - unser Verständnis, unsere Gefühle, unsere Motive, unser Gefühl dafür, wer wir sind und was wir bedeuten und was wir schätzen. („Of course, there is more to Egan's thematic universe – notably in his far-future and virtual-environments settings – and there are recurring figures and motifs that run across the whole range of his work: refugees, exiles, outsiders and outliers, unpersons, relentless investigators and explorers and explainers-of-phenomena, inventors and devisers of understandings. Most of these stories do indeed emphasize his examinations of how we experience ourselves – our understandings, our feelings, our motives, our sense of who-we-are and what-we-mean and what-we-value.“) Er schließt ab, dass Greg Egan entschlossen ist, allem einen Sinn zu geben - die ganze Welt als verständliches, rationales, materielles (und ebenso manipulierbares) Reich zu verstehen - selbst wenn das bedeutet, bequeme und beruhigende Illusionen aufzugeben. Dies ist für das gesamte Projekt der Science-Fiction von grundlegender Bedeutung und deshalb ist das Beste von Greg Egan - ebenso wie seine Reste - jeden Blicke wert („Egan is determined to make sense of everything – to understand the whole world as an intelligible, rational, material (and finally manipulable) realm – even if it means abandoning comfortable and comforting illusions. This is fundamental to the whole project of SF and it's why Egan's Best – and his Rest – is worth any number of looks.“)